# Ellen Ripley
Ellen Ripley este un personaj fictiv din seria de filme Alien. Rolul ei a fost interpretat de actrița Sigourney Weaver.